# Baho
Baho (katalanisch Bao) ist ein südfranzösischer Ort und eine Gemeinde mit 3.266 Einwohnern (Stand: 1. Januar 2022) im Département Pyrénées-Orientales in der Region Okzitanien im Südwesten Frankreichs in der historischen Provinz Roussillon.

## Lage und Klima
Der Ort Baho liegt etwa 2 km nördlich des  Flusses Têt und ca. 8 km (Fahrtstrecke) nordwestlich des Stadtzentrums von Perpignan in einer Höhe von ca. 50 m. Das Klima ist gemäßigt bis warm; Regen (ca. 600 mm/Jahr) fällt hauptsächlich im Winterhalbjahr.

## Bevölkerungsentwicklung
| Jahr                      | 1800 | 1851 | 1901 | 1954 | 1999 | 2016 |
| Einwohner                 | 477  | 799  | 782  | 696  | 2490 | 3205 |
| Quelle: Cassini und INSEE |      |      |      |      |      |      |

Der deutliche Bevölkerungsanstieg seit den 1960er Jahren ist hauptsächlich auf die Nähe zum Großraum Perpignan zurückzuführen.

## Wirtschaft
Früher lebten die meisten Bewohner des Ortes als Selbstversorger von der Landwirtschaft, zu der auch in geringem Umfang Weinbau und Viehzucht gehörten. Produktionsüberschüsse konnten in der Stadt Perpignan verkauft werden. Baho befindet sich inmitten der Weinbaugebiete Rivesaltes und Côtes du Roussillon bzw. Côtes du Roussillon-Villages.

## Geschichte
Erstmals erwähnt wird der alte, befestigte Ort im ausgehenden 9. Jahrhundert. Eine Kirche mit dem Patrozinium des hl. Vinzenz von Valencia ist schon ab dem Jahr 901 nachgewiesen. Im 11. Jahrhundert gehörten der Ort und sein Umland zeitweise zum Kloster St-Michel-de-Cuxa, das unter der Leitung des Abtes Oliba stand. Im Mittelalter und in der frühen Neuzeit bis zum Pyrenäenfrieden (1659) war das gesamte Gebiet des Roussillon zwischen Frankreich und dem Königreich Aragón bzw. Spanien umstritten.

## Sehenswürdigkeiten
- Geringe Reste der mittelalterlichen Stadtmauer sind erhalten.
- Die Église Saint-Vincent oder Sant-Vicenç ist ein einschiffiger romanischer Bau aus dem 12. Jahrhundert mit einem später hinzugefügten oder erneuerten Glockengiebel (clocher mur oder espadanya). Im Inneren befinden sich mehrere Barockaltäre (retables) aus dem 18. Jahrhundert.[3]